# Markeisha Gatling
Markeisha Cherte Gatling (Raleigh, 14 luglio 1992) è una cestista statunitense naturalizzata montenegrina, professionista nella WNBA.

## Carriera
È stata selezionata dalle Chicago Sky al primo giro del Draft WNBA 2014 (10ª scelta assoluta).
Con il Montenegro ha disputato i Campionati europei del 2021.